# Zâmbia nos Jogos Olímpicos de Verão da Juventude de 2010
A Zâmbia participou dos Jogos Olímpicos de Verão da Juventude de 2010 em Cingapura. Sua delegação foi composta por quatro atletas que competiram em quatro esportes.

## Atletismo
| Evento           | Atleta        | Qualificação | Qualificação | Final     | Final        |
| Evento           | Atleta        | Resultado    | Posição      | Resultado | Posição      |
| ---------------- | ------------- | ------------ | ------------ | --------- | ------------ |
| 3000 m masculino | Harry Mulenga | 8:14.38      | 6º           | 8:11.26   | 5º (Final A) |

## Badminton
| Atleta       | Evento            | Fase de grupos | Fase de grupos                     | Fase de grupos                      | Fase de grupos                        | Fase de grupos | Quartas-de-final | Semifinais  | Final       | Pos. final  |
| Atleta       | Evento            | Grupo          | 1ª rodada                          | 2ª rodada                           | 3ª rodada                             | Pos.           | Quartas-de-final | Semifinais  | Final       | Pos. final  |
| ------------ | ----------------- | -------------- | ---------------------------------- | ----------------------------------- | ------------------------------------- | -------------- | ---------------- | ----------- | ----------- | ----------- |
| Ngosa Chongo | Simples masculino | A              | USA Zenas Lam D 0-2 (15-21, 14-21) | KOR Kang Ji-wook D 0-2 (7-21, 9-21) | MEX Job Castillo D 0-2 (14-21, 10-21) | 4º             | Não avançou      | Não avançou | Não avançou | Não avançou |

## Boxe
| Atleta     | Evento                  | Preliminares             | Disputa pelo 5º lugar    | Pos. final |
| ---------- | ----------------------- | ------------------------ | ------------------------ | ---------- |
| Ben Muziyo | Peso meio-médio (69 kg) | BRA David Lourenço D 2-6 | GER Denis Radovan D 6-13 | 6º         |

## Natação
| Evento              | Atleta          | Qualificação | Qualificação | Semifinais  | Semifinais  | Final       | Final       |
| Evento              | Atleta          | Resultado    | Posição      | Resultado   | Posição     | Resultado   | Posição     |
| ------------------- | --------------- | ------------ | ------------ | ----------- | ----------- | ----------- | ----------- |
| 50 m livre feminino | Mercedes Milner | 28.93        | 42º (3º q2)  | Não avançou | Não avançou | Não avançou | Não avançou |